# Alpes de Glaris

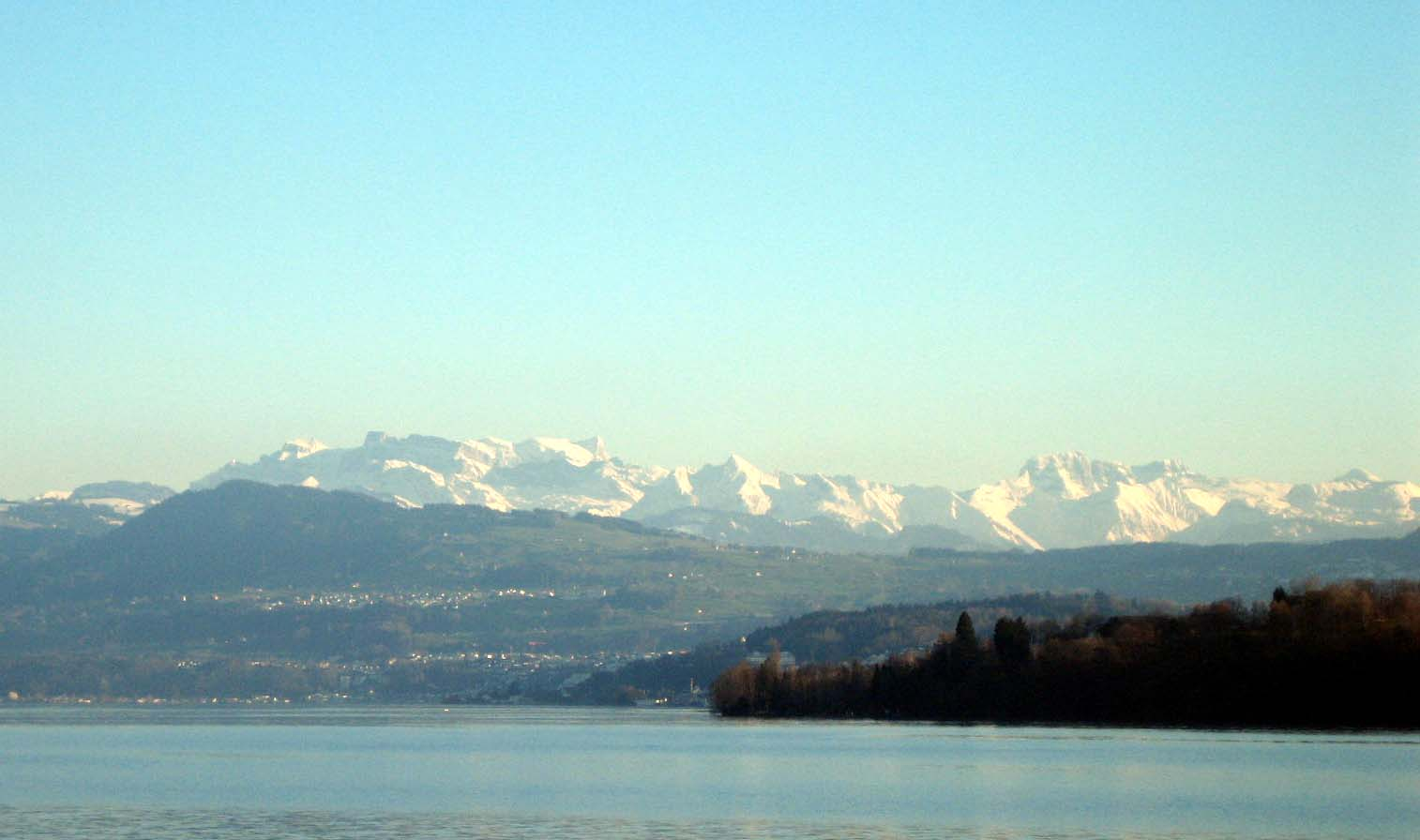
Alpes de Glaris vistos desde el Lago de Zúrich.

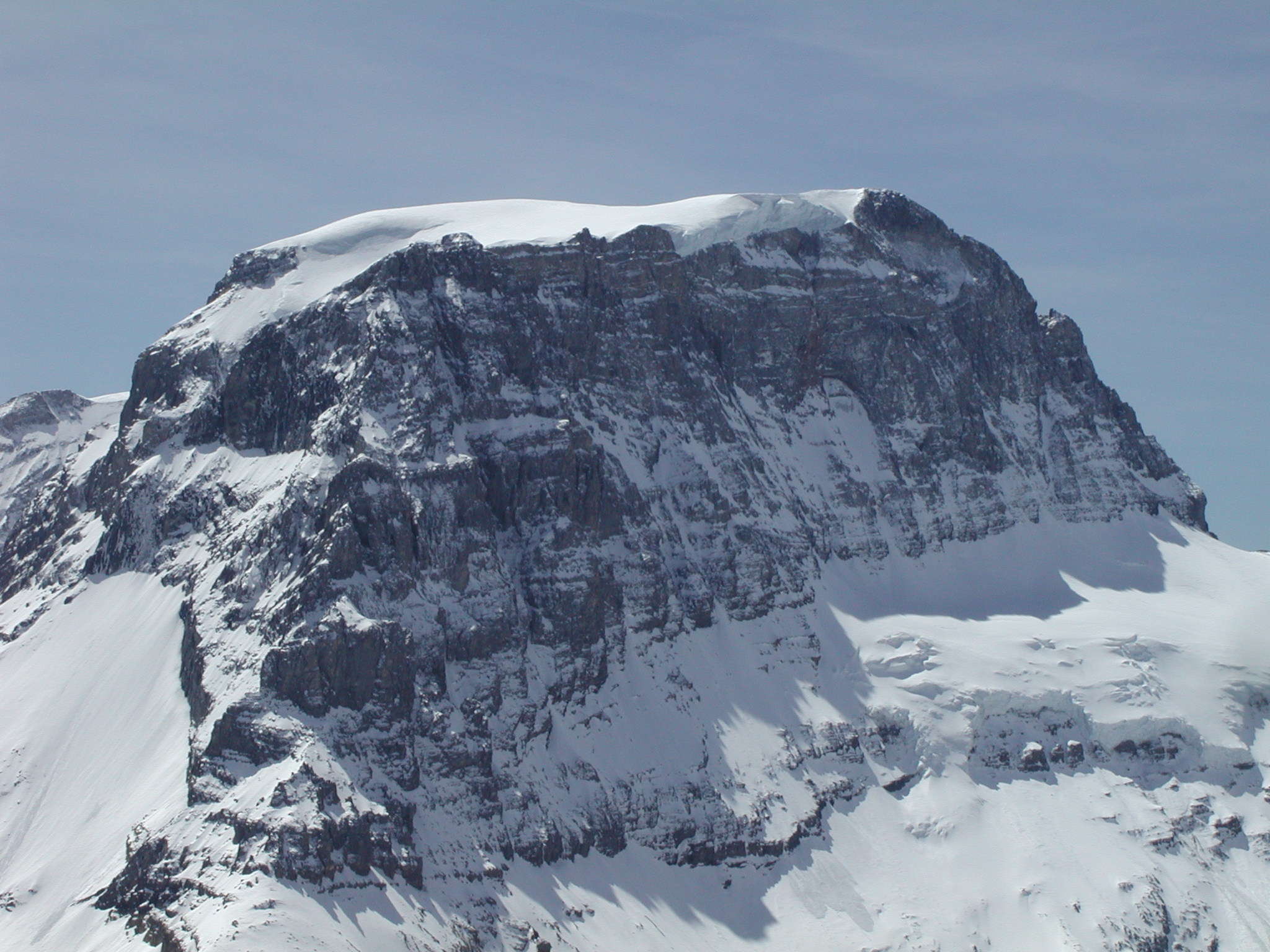
El pico Tödi (3614 m).

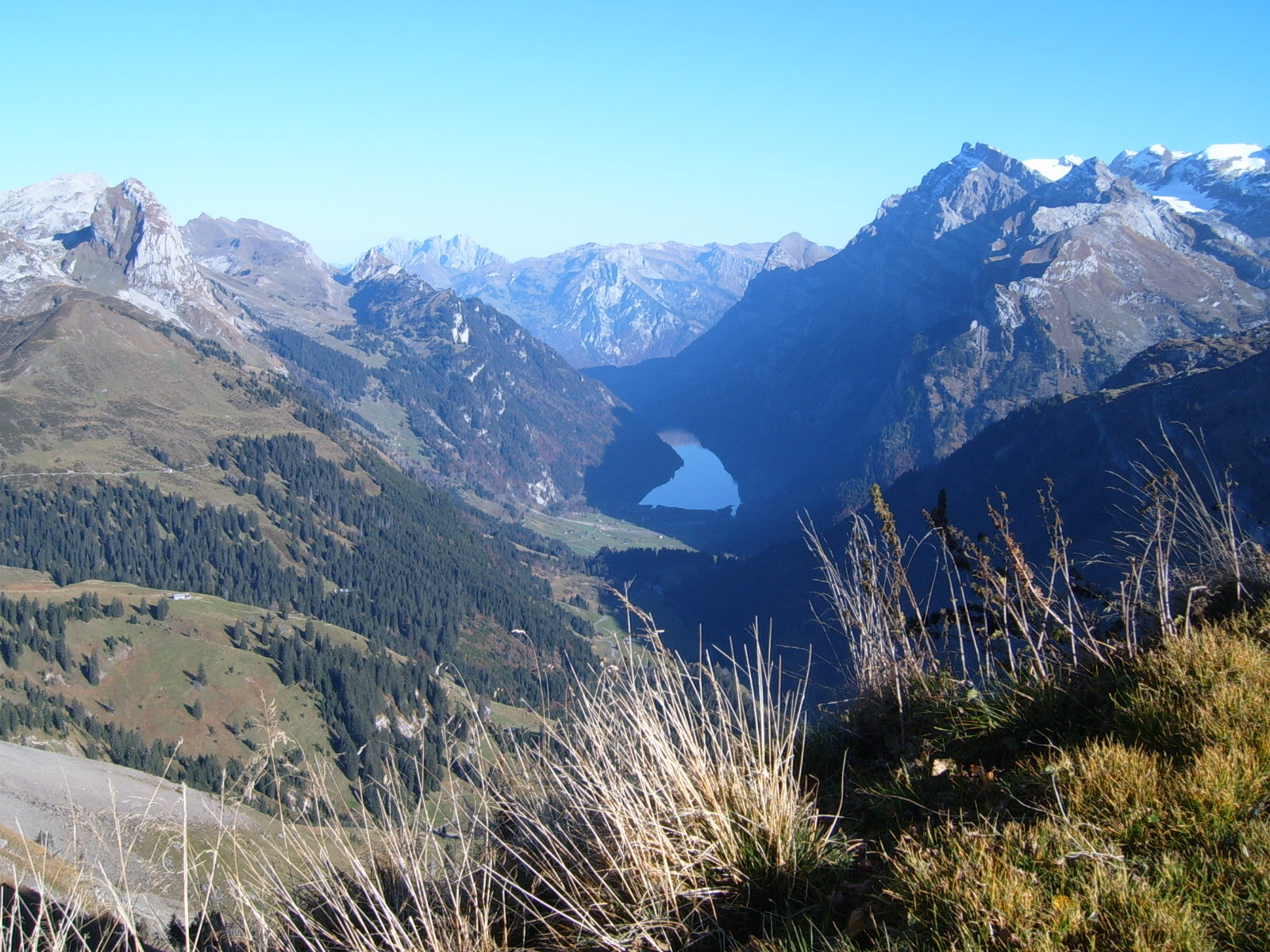
El valle del Klön (Klöntal), con el Lago de Klöntal al fondo y el Glärnisch a la derecha.

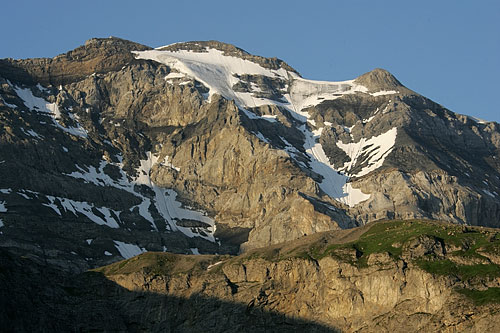
El pico Clariden (3267 m).

Los Alpes de Glaris (en alemán, Glarner Alpen) son una sección del gran sector Alpes del noroeste, según la clasificación SOIUSA. Su pico más alto es Tödi, con 3.614 m s. n. m. Se encuentran en su totalidad dentro de los límites de Suiza, concretamente en los cantones de Glaris, Grisones, San Galo y Uri. 
La mayor parte del área que ocupan se halla en Glaris, dominando el paisaje de este cantón, por lo que se les denomina Alpes de Glaris. Poseen numerosos tresmiles y algunos glaciares, el más conocido de ellos es el Bifertenfirn. También pertenece a este conjunto el prominente macizo Glärnisch.

## Geografía
Los Alpes de Glaris son recorridos por el Reuss al oeste, el Rin lo limita por el sur y el este, al norte lo bañan las aguas del Lago de Klöntal y del Lago de Walen. Limita con los Alpes berneses al oeste, los Prealpes suizos al norte, los Alpes Réticos (Rätikon y cadena del Plessur) al este y con los Alpes Lepontinos al sur. Desde el punto de vista orográfico no se encuentran a lo largo de la cadena principal alpina, sino que quedan separados al norte de los Alpes Lepontinos por el paso del Oberalp.
En detalle, y siguiendo el sentido de las agujas del reloj, los límites geográficos son: Paso del Oberalp, Andermatt, río Reuss, torrente Schächen, Ruosalper Grätli, Muotathal, Pragelpass, Lago de Klöntal, Netstal, río Linth, Lago de Walen, torrente Seez, Sargans-Sattel, río Rin, Coira, río Rin Anterior y Paso del Oberalp.

## Clasificación
Según la Partición de los Alpes del año 1926, los Alpes de Glaris son una sección de los Alpes centrales subdivididos en los grupos del Tödi y de la Sardona. Según la SOIUSA del año 2005, los Alpes de Glaris son la sección número 13, situada en los Alpes del noroeste. A su vez, se dividen en dos subsecciones y cinco supergrupos:
- Alpes de Uri-Glaris
  - Cadena Oberalpstock-Clariden-Schärhorn
  - Cadena Glärnisch-Charetalp
- Alpes de Glaris, stricto sensu,[1]
  - Cadena Tödi-Hausstock
  - Cadena Sardona-Tamina
  - Cadena Spitzmeilen-Mürtschen.

Los Alpes de Uri-Glaris se encuentran al oeste respecto a los Alpes de Glaris en sentido estricto. La línea de subdivisión parte de la ciudad de Glaris y desciende hacia el sur a lo largo del valle del Linth, el Sandpass y el Val Russein.

## Cumbres
En los Alpes de Glaris existen 49 tresmiles:
| - 1. Tödi (Piz Russein), 3614 m - 2. Tödi (Glarner Tödi), 3586 m - 3. Piz Dado, 3432 m - 4. Bifertenstock, 3421 m - 5. Tödi (Sandgipfel), 3390 m - 6. Piz Urlaun, 3359 m - 7. Oberalpstock, 3328 m - 8. Gross Schärhorn, 3294 m - 9. Piz Frisal, 3292 m - 10. Clariden, 3267 m - 11. Gross Düssi, 3256 m - 12. Cavistrau Grond, 3252 m - 13. Ringelspitz (Piz Barghis), 3247 m - 14. Klein Schärhorn, 3234 m - 15. Cavistrau Pign, 3220 m - 16. Chammliberg, 3214 m - 17. Piz Cambrialas, 3208 m - 18. Gross Windgällen, 3188 m - 19. Hausstock, 3158 m - 20. Gross Ruchen, 3138 m - 21. Glaserhorn, 3128 m - 22. Tödi Grison (Bündner Tödi), 3124 m - 23. Claridenhorn, 3119 m - 24. Tristelhorn (Piz da Sterls), 3114 m - 25. Ruchi, 3107 m | - 26. Panärahörner, 3106 m - 27. Heimstock, 3102 m - 28. Piz Tumpiv, 3101 m - 29. Piz Segnas, 3099 m - 30. Piz Giuv, 3096 m - 31. Muttenstock, 3089 m - 32. Chli Oberälpler, 3085 m - 33. Hinter Schiben, 3084 m - 34. Rot Wichel, 3084 m - 35. Crispalt, 3076 m - 36. Klein Tödi, 3076 m - 37. Piz Posta Biala, 3074 m - 38. Bristen, 3072 m - 39. Piz Cazarauls, 3063 m - 40. Brichplanggen Stock, 3061 m - 41. Piz Nair, 3059 m - 42. Piz Sardona, 3056 m - 43. Klein Ruchi, 3039 m - 44. Hinter Selbsanft, 3029 m - 45. Bündner Vorab, 3028 m - 46. Trinser Horn (Piz Dolf), 3028 m - 47. Piz Ault, 3027 m - 48. Glarner Vorab, 3018 m - 49. Witenalpstock, 3016 m |

## Parques naturales
- Murgtal-Mürtschental: desde el año 1977, tamaño: 4210 ha
- Maderanertal-Fellital: desde el año 1977, tamaño: 16176 ha
- Schneidnössli bei Erstfeld: desde el año 1983, tamaño: 5 ha
- Lochseite bei Schwanden: desde el año 1983, tamaño: 1 ha
- Taminaschlucht: desde el año 1996, tamaño: 115 ha
- Melser Hinterberg-Flumser Kleinberg: desde el año 1996, tamaño: 1551 ha
- Ruinaulta: desde el año 1977, tamaño: 2044 ha